# شو روي
شو روي (بالصينية: 徐蕊) هي مصارعة الهواة صينية، ولدت في 6 يونيو 1995.

## وصلات خارجية
- شو روي على موقع قاعدة بيانات المصارعة الدولية (الإنجليزية)
- شو روي على موقع أوليمبيديا (الإنجليزية)
- شو روي على موقع اللجنة الأولمبية الصينية (الإنجليزية)